# Agrostis duriaei
Agrostis duriaei é uma espécie de gramínea do gênero Agrostis, pertencente à família Poaceae.